# Svart träsksköldpadda
Svart träsksköldpadda (Siebenrockiella crassicollis) är en sköldpaddsart som beskrevs av Gray 1831. Svart träsksköldpadda ingår i släktet Siebenrockiella, och familjen Geoemydidae. Internationella naturvårdsunionen kategoriserar arten globalt som sårbar. Inga underarter finns listade.
Svart träsksköldpadda förekommer i södra Vietnam, Kambodja, Thailand, södra Myanmar (Tanintharyiregionen), Malaysia, Indonesien (Sumatra, Java och Borneo) och Singapore.
Arten är en sötvattenssköldpadda som föredrar långsamt rinnande eller stilla vatten med riklig vegetation, som i träsk och andra våtmarker och dammar. Dess huvudsakliga föda består av maskar, sniglar och snäckor, kräftdjur och groddjur, men den kan också äta växtdelar som frukt som fallit i vattnet och på as från större djur. Sköldpaddorna mäter som fullvuxna vanligen omkring 17 centimeter, men en del exemplar kan bli större.